# Felix zu Schwarzenberg
Pour les articles homonymes, voir Schwarzenberg.
Felix Ludwig Johann Friedrich, prince de Schwarzenberg (né le 2 octobre 1800 à Krummau, royaume de Bohême – mort le 5 avril 1852 à Vienne, Autriche) est un prince et homme d'État autrichien qui a restauré l'empire des Habsbourg comme puissance européenne, après la révolution de 1848.

## Biographie
Issu de l'une des familles les plus influentes de la haute-noblesse allemande de Bohême, la maison princière des Schwarzenberg, il est le quatrième enfant et le fils cadet du prince Joseph II zu Schwarzenberg (en) (1769 – 1833) et de son épouse Pauline von Arenberg (1774 – 1810), un couple qu'Adolph Schwarzenberg décrit comme heureux et harmonieux ; l'un de ses frères est l'archevêque Friedrich de Schwarzenberg. Neveu du prince Charles-Philippe de Schwarzenberg, commandant des armées autrichiennes dans les dernières phases des guerres napoléoniennes, et héros de la bataille des Nations, Schwarzenberg entre dans le corps diplomatique, où il devient un protégé du prince de Metternich et sert dans plusieurs ambassades autrichiennes, à Saint-Pétersbourg, Londres, Paris et Turin, avant de devenir ambassadeur à Naples.
Il est aussi le beau-frère du prince de Windischgrätz.
Lors de la révolution de mars 1848, il aide le général commandant en chef Radetzky à battre les forces rebelles à Milan. Quand le gouvernement libéral de Wessenberg démissionne en octobre sous la pression d'une révolte démocratique, un conseil de famille Habsbourg décide de nommer Schwarzenberg ministre des Affaires étrangères, en reconnaissance de son rôle en tant que proche conseiller de Radetzky, et aussi grâce à sa position de beau-frère du maréchal de Windischgrätz qui avait réprimé la révolution à Prague et à Vienne. Il est aussi ministre-président de l'Autriche en novembre 1848, et peut remplacer l'empereur (le 2 décembre, Ferdinand Ier est contraint d'abdiquer en faveur de son neveu, l'archiduc François-Joseph) dans certaines de ses fonctions en son absence.
Au cours des trois années qu'il passe à ce poste de novembre 1848 à avril 1852, Schwarzenberg non seulement réprime la révolution et rend à l'Autriche sa puissance sur la scène politique européenne, mais encore installe les bases de la modernisation économique et sociale de la monarchie. Le 21 novembre 1848, il forme son gouvernement, au sein duquel des libéraux comme Alexander von Bach et Karl Ludwig von Bruck côtoient des conservateurs comme Franz Seraph von Stadion (de) et Leo von Thun-Hohenstein. Certes, Schwarzenberg est un adversaire convaincu de la révolution, mais il considère qu'il faut donner sa chance à un régime constitutionnel et, contrairement à son prédécesseur Metternich, tente moins de contrecarrer la révolution que de la surmonter.
Schwarzenberg remporte son premier succès contre le Parlement de Francfort. Il s'oppose à sa volonté d'intégrer les provinces allemandes de l'empire d'Autriche au sein d'un État national allemand — la Grande Allemagne — pour régler la question allemande, défendant l'idée d'une Grande-Autriche et le droit de la monarchie des Habsbourg à participer à une confédération des États d'Allemagne et d'Autriche. Après la répression sanglante de la révolution à Vienne en novembre, l'Assemblée constituante autrichienne s'installe à Kremsier, et vote une constitution fédéraliste. Ignorant ce vote, Schwarzenberg répond en dissolvant l'Assemblée avec l'aide de l'armée le 7 mars 1849. De même, avec le rappel des députés autrichiens de Francfort, il ôte au Parlement le droit de prétendre représenter la nation allemande.
En même temps, Schwarzenberg demande l'aide d'une armée russe pour vaincre la révolte hongroise, et tenter de contrecarrer les tentatives de la Prusse pour dominer l'Allemagne : le tsar Nicolas Ier lui apporte l'aide de son meilleur général, Paskevitch, à la tête d'une armée de 150 000 hommes.
Il rétablit l'ordre en Autriche en promulguant la Constitution de 1849 (qui ignore totalement la Constitution hongroise de 1848, qu'il juge illégitime), appliquée dans tout l'empire d'Autriche et dans le Royaume lombard-vénitien et qui transforme l'empire des Habsbourgs en un État unitaire et centralisé. Il impose la reculade d'Olmütz à la Prusse, forçant le royaume de Prusse à abandonner, pour le moment, son projet d'unifier l'Allemagne à son profit, et à approuver une réforme de la vieille Confédération germanique.
Plus réaliste que Metternich, il abolit les privilèges, interdit les droits de douane à l'intérieur même de l'empire d'Autriche et assure ainsi l'unité économique du pays. Un parlement est également établi, mais n'a aucun pouvoir réel, et est élu au suffrage restreint. Alexander von Bach et Anton von Schmerling réorganisent l'administration et la justice, Leopold von Thun-Hohenstein (de) modernise l'enseignement avec ses collaborateurs Alexander von Helfert (de), Antonin Krombholz, Franz-Serafin Exner et Hermann Bonitz.
S'il est réformé, le régime est pourtant absolutiste, hyper-centralisé (tous les fonctionnaires sont nommés à Vienne), la presse est muselée, et l'armée joue un rôle prépondérant. On parle alors de « système Bach ». Avec sa politique, il se crée plus d'ennemis que d'amis, les libéraux le jugeant trop conservateur et les conservateurs trop libéral. Le jeune empereur François-Joseph considère, quant à lui, son ministre-président comme une menace pour son autorité souveraine et envisage de le contraindre à la démission, lorsqu'il meurt brusquement pendant une réunion du conseil des ministres. Ce n'est qu'à la fin de la régence que François-Joseph a reconnu en Schwarzenberg non seulement l'un de ses meilleurs hommes d'État, mais aussi le plus important de son gouvernement. Mais déjà, dans la lettre qu'il adresse à la mère du défunt pour l'informer de son décès, il fait son éloge, affirmant que les deux qualités qui l'ont le plus impressionné sont l'absolue fidélité de Schwarzenberg à sa personne et une énergie inébranlable.
Schwarzenberg est considéré en Europe comme un homme d'État compétent, bien que peu lui fassent confiance (son propre rapport, après l'intervention russe en Hongrie, affirmant que l'Autriche « choquerait le monde par la profondeur de son ingratitude », peut avoir joué un rôle en ce sens), et sa mort précoce, d'une attaque d'apoplexie foudroyante, est généralement considérée par les historiens comme une grave perte pour l'Autriche, aucun de ses successeurs ne possédant sa stature ou sa compétence.